# MechWarrior 3
MechWarrior 3 — компьютерная игра 1999 года, входящая в серию компьютерных игр MechWarrior, первая игра в серии, разработанная не Activision. Является «продолжением» оригинальной игры MechWarrior 2: 31st Century Combat из вселенной BattleTech.
В отличие от предыдущих игр серии, MechWarrior 3 использует полностью новый движок с поддержкой аппаратных ускорителей графики.

## MechWarrior 3 (оригинальная игра)

### Сюжет
В основу сюжета игры положена операция «Дамоклов меч» объединённых сил Внутренней Сферы, предшествующая крупным операциям по уничтожению группировки войск клана «Дымчатый Ягуар».
Целью миссии является уничтожение ключевых сооружений на планете Tranquil, в том числе завода по производству мехов, космопорта, геотермальной электростанции, и, наконец, ликвидации сил и руководства клана. Предполагается незначительное сопротивление небольших групп и патрулей противника.
Согласно плану операции два транспортных корабля (Blackhammer и Eclipse) на посадочных модулях производят высадку шести подразделений в заданных районах планеты для уничтожения ключевых объектов и зачистки местности от сил противника с последующим сбором сил в космопорту для эвакуации.
Во время высадки транспортные корабли на орбите планеты попали под неожиданный обстрел планетарными лазерными установками, в результате чего Blackhammer был сбит, а Eclipse срочно переброшен в безопасный район.
Высадка прошла крайне неудачно. Поверхности достигли всего несколько групп. Основные же силы были сбиты во время высадки либо остались на борту Eclipse. Посадочный модуль игрока достиг поверхности до начала атаки и совершил посадку в заданном районе с небольшим отклонением от цели.
Несмотря на это, игрок должен выполнить поставленную задачу, попытаться объединиться с уцелевшими силами и выйти к точке сбора для эвакуации.

### Однопользовательский режим
Mechwarrior 3 — симулятор боевой роботизированной машины (меха) от первого лица. Мехи бронированы и оснащены различными видами стрелкового, энергетического и ракетного вооружения. Во время прохождения миссии в качестве противников выступают другие мехи, а также традиционная военная техника: танки, вертолеты и стационарные огневые точки. Во время боя оружие меха и его критические компоненты могут быть повреждены и выведены из строя, а конечности и вовсе потеряны.
При стрельбе вооружение (в частности энергетическое) выделяет тепловую энергию, что приводит к нагреву реактора меха. Охлаждение реактора происходит постепенно с течением времени, в зависимости от производительности системы охлаждения. При достижении критического значения система защиты автоматически отключает реактор на некоторое время. В отдельных случаях, при резком нагреве, возможен взрыв реактора.
Настройка меха является одним из основных моментов игры. Игрок имеет почти полный контроль над конфигурацией, изменяя тип и количество брони, внутреннее оборудование, все оружие и боеприпасы меха. Запасные части, оружие и боеприпасы пополняются во время миссий при захвате складов и баз противника. Также для дальнейшего использования могут быть восстановлены повреждённые во время боя вражеские мехи.
В кампании игрок управляет отрядом до трех участников с возможностью отдавать им основные приказы: атака, перемещение, удержание позиции и ремонт на мобильной полевой базе (МПБ).
Игрок начинает кампанию с тремя машинами МПБ, в процессе прохождения две из них могут быть уничтожены, но полная их потеря ведёт к провалу миссии. Защита МПБ является одной из первостепенных задач. Невооруженные, они являются легкой добычей для противника. Выдвигаясь по приказу игрока в заданной точке, машины МПБ выстраиваются в специальный строй, после чего, разворачиваясь в считанные секунды, производят ремонт и перезарядку меха прямо во время миссии. Также они выполняют транспортировку и хранение всего оборудования, распределяя его вес между собой. Каждая машина МПБ может транспортировать 300 тонн груза и 2 меха. Мобильная полевая база является уникальной особенностью Mechwarrior 3. Подобного нет ни в одной другой игре серии Mechwarrior.
Игра состоит из 20 миссий, игроку доступно 18 различных мехов. Так же в игре присутствуют Элементали (Elemental suit), но игроку они недоступны.

### Мультиплеер
Поддерживается игра через интернет, локальную сеть или модем.

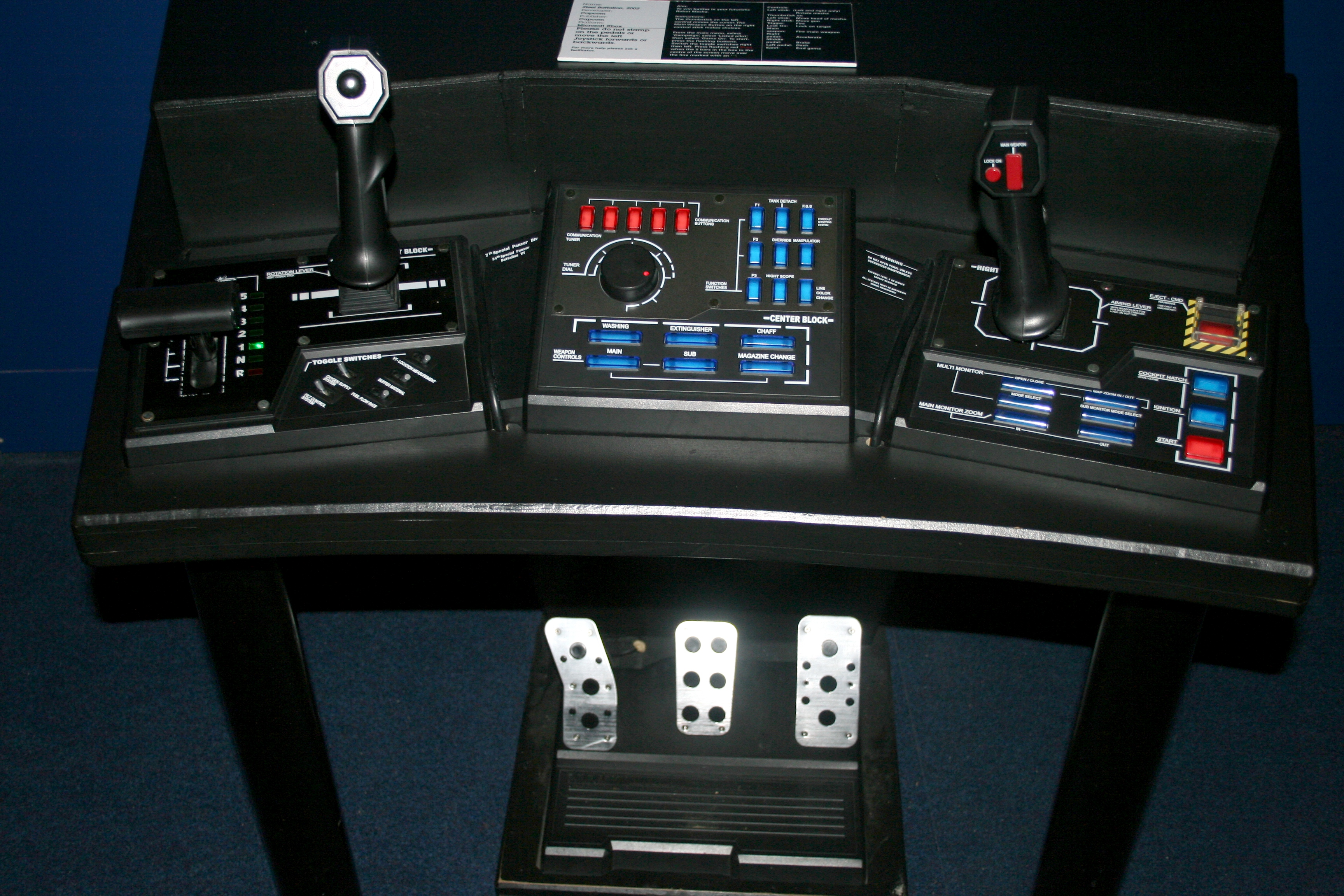
Приборная панель органов управления «Vertical Tank» Control System выпущенная для игры Steel Battalion (возможно подключение к MechWarrior 3 и MechWarrior 4)

### Pirate’s Moon (expansion pack)
MechWarrior 3: Pirate’s Moon дополнение к MechWarrior 3,
новые 20 миссий и новые типы ландшафта, новые мехи, новое оружие, возможность играть кампании за обе стороны, вечерние миссии, миссии по охране, сопровождению, разведке, улучшенный интерфейс управления звеном. Можно играть за Элементаля.

## MechWarrior 3 (Gold Edition)
В 2002 году, несмотря на то, что уже существовала следующая версия игры MechWarrior 4: Vengeance, было выпущено переиздание MechWarrior 3 (Gold Edition). В него вошло все содержимое оригинальной игры MechWarrior 3 и содержимое MechWarrior 3:Pirate’s Moon (expansion pack).

## Оценки
| Сводный рейтинг | Сводный рейтинг |
| Агрегатор       | Оценка          |
| --------------- | --------------- |
| GameRankings    | 81,50 %         |